# Vallerød
Vallerød er en del af Hørsholm byområde. Oprindelig var Vallerød en landsby, men anlæggelsen af Kystbanen medførte, at området ret hurtigt blev udstykket og bebyggelsesmæssigt forenet med Hørsholm og Rungsted. Frem til 1930 blev Vallerød-Pennehave endnu statistisk opgjort selvstændigt, men siden 2. verdenskrig er dette ikke mere tilfældet.

## Beliggenhed
Vallerød ejerlav er beliggende mellem Øresund (mod øst), Rungsted (mod sydøst), Hørsholm by (mod syd), Usserød (mod vest), Jellerød (mod nordvest), Ullerød (mod nord) og Mikkelborg (mod nordøst).
Terrænet er let bølget. En stor sø lå nord for landsbyen.

## Historie
Vallerød stammer fra middelalderen, omtalt som Walæruth i 1346. Endelsen -rød fortæller, at der er tale om et ryddet område.
I 1682 bestod landsbyen af 8 gårde, 1 hus med jord og 4 huse uden jord. Det samlede dyrkede areal udgjorde 202,7 tønder land skyldsat til 60,86 tønder hartkorn. Dyrkningsformen var trevangsbrug. Landsbyen hørte i lange tider under Hirschholm Slot og Hørsholm Birk. I 1742 blev Sophienberg Slot opført ved Øresundskysten. I 1746 blev en fæstegård udskilt og overdraget til gehejmeråd Christian August von Berckentin, der lod landstedet Kokkedal ("Landhaus Cockedahl") opføre som sommerbolig. Kokkedal blev senere ombygget under skiftende ejere.
I løbet af 1800-tallet opførtes en række mindre ejendomme langs Strandvejen.
I 1897 anlagdes Kystbanen vest om landsbyen og tværs gennem ejerlavet i nord-syd-gående retning. En station, Rungsted Kyst, oprettedes lige syd for ejerlavets grænse på Rungstedgårds jorder, men udstykninger til villabebyggelse skete fortrinsvis på Vallerøds jorder syd for landsbyen og ned til Pennehave ved landevejen mellem Rungsted og Hørsholm. Bebyggelsen blev derfor i en periode kaldet Vallerød-Pennehave, fx i de statistiske opgørelser over indbyggertallets udvikling.
Befolkningsudviklingen i den nye stationsby kan belyses med følgende tal: i 1906 271 indbyggere, i 1911 373 indbyggere, i 1921 917 indbyggere, i 1925 1.288 indbyggere, i 1930 1.419 indbyggere, i 1935 1.773 indbyggere og i 1940 1.565 indbyggere. Senere er indbyggertallet ikke blevet opgjort særskilt men kun som en del af Hørsholms indbyggertal. Ifølge en opgørelse fra 1930 var af Vallerød-Pennehaves indbyggere 195 sysselsat ved landbrug, 287 ved industri, 235 ved handel, 95 ved transport, 282 ved immateriel virksomhed, 192 ved husgerning, 191 var ude af erhverv og 42 uden oplysninger.